# Tuomas Holopainen
Tuomas Holopainen (* 25. prosince 1976, Kitee, Finsko) je finský hudebník a skladatel, autor většiny písní finské metalové skupiny Nightwish, ve které také hraje na klávesy. V minulosti také hrál ve skupinách Nattvindens Gråt a Darkwoods My Betrothed. Dnes se věnuje Nightwish.

## Život
Když bylo Tuomasovi 7 let, jeho matka jej zapsala na piano. Později vystudoval konzervatoř, kde se učil hře na klarinet a na piano a 11 let hudební teorii.

## Kariéra
Poprvé si zahrál v hudební skupině v roce 1993. Poté hrál v několika metalových kapelách, nahrál klávesy pro tři alba s black metalovou kapelou Darkwoods My Betrothed, také hrál s Dismal Silence, Nattvindens Gråt a Sethian.

### Nightwish
Protože však chtěl založit vlastní kapelu, pro kterou by mohl psát hudbu - založil v roce 1996 původně akustickou skupinu Nightwish. Když však do skupiny přišla Tarja Turunen, její silný, melodický hlas ho přivedl na myšlenku udělat z Nightwish metalovou kapelu.
První album Nightwish s názvem Angels Fall First vyšlo v roce 1997, světové popularity však Nightwish dosáhli až následujícího roku po vydání alba Oceanborn. Po něm následovaly nahrávky Wishmaster (2000), Century Child (2002), Once (2004), Dark Passion Play (2007), Imaginaerum (2011) a Endless Forms Most Beautiful (2015). Na posledních třech albech se podílely symfonické orchestry z Finska a z Velké Británie. První singl z nového alba Dark Passion Play vyšel v květnu 2007, samotné album pak v září téhož roku. Vokály na posledních třech albech již nezpívá Tarja Turunen, která byla z Nightwish vyloučena otevřeným dopisem po posledním koncertu (který byl mimochodem vydán na DVD pod názvem End Of An Era. 2005). Mezera byla posléze zacelena Švédkou Anette Olzon, která je již však pro Nightwish také minulostí. Momentálně je na postu zpěvačky Floor Jansen z Nizozemí.
Holopainen má rád hudbu (především filmovou, oblíbený skladatel filmové hudby je Hans Zimmer), filmy, knihy a cestování; k jeho nejoblíbenějším filmovým postavám patří ty z animovaných filmů Walta Disneyho. Je také velkým fanouškem Pána Prstenů, inspirace Tolkienem je patrná i v hudbě Nightwish, především na albech Angels Fall First a Wishmaster.